# Dipoena pacifica
Dipoena pacifica är en spindelart som beskrevs av Arthur M. Chickering 1943. Dipoena pacifica ingår i släktet Dipoena och familjen klotspindlar. Inga underarter finns listade i Catalogue of Life.